# Spoorlijn Meiringen - Innertkirchen
De spoorlijn Meiringen - Innertkirchen is een Zwitserse smalspoorlijn met een spoorbreedte van 1000 mm in het kanton Bern van de Meiringen-Innertkirchen-Bahn (MIB). Het 5 kilometer lange traject loopt van Meiringen en Innertkirchen.

## Geschiedenis
De bouw van het traject was een thema voor een langdurige discussie wegens het ontsluiten van het Haslital en de Grimselpas. Ondanks een bestaande concessie voor een andere traject (Trambahn Meiringen-Reichenbach-Aareschlucht) bouwde de in 1923 opgerichte Kraftwerke Oberhasli AG (KWO) het smalspoortraject van Meiringen naar Innertkirchen als een aanvoerlijn voor bouwmaterieel voor de bouw van de elektrocentrale en vervoer van personeel met hun familie. Op 6 mei 1946 werd de Meiringen-Innertkirchen-Bahn (MIB) opgericht en kreeg toen de concessie voor het vervoer van personen. De KWO bleef eigenaar van het traject en de spoorwegonderneming.

## Traject

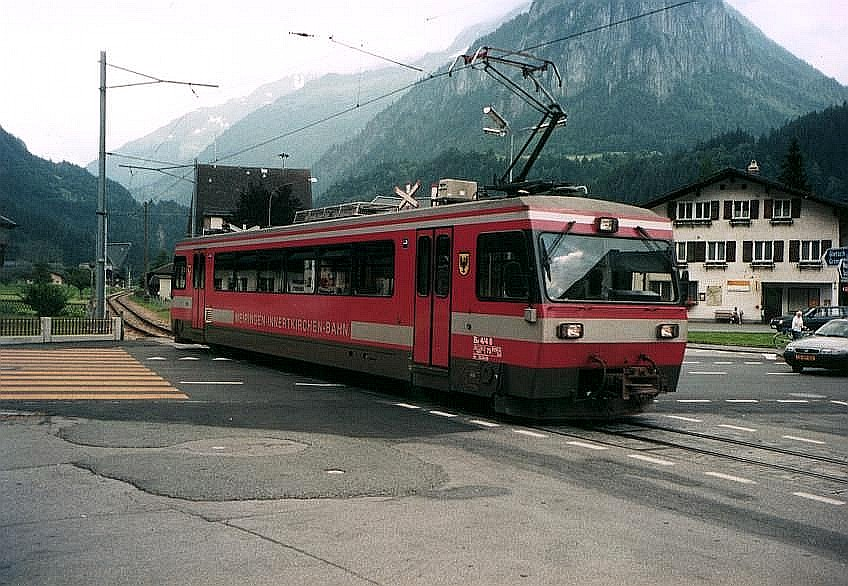
MIB Be 4/4 8 in Innertkirchen

Het traject begint in Meiringen naast het station van de Brünigbahn (inmiddels Zentralbahn).
Na twee kilometer bereikt men de halte Aareschlucht West en de 1502 meter lange Kirchettunnel. In deze tunnel bevindt zich de halte Aareschlucht Ost. Aan het eind van het traject is de halte Innertkirchen die zich op het terrein van de Kraftwerke Oberhasli AG (KWO) bevindt. Hier is ook het depot en werkplaats gevestigd.

## Elektrische tractie
De MIB werd op 19 november 1977 geëlektrificeerd met 1200 volt gelijkstroom.